# Lee Han-kuk
Lee Han-kuk (kor. 이한국; * 18. Dezember 1987) ist ein südkoreanischer Fußballspieler.

## Karriere
Lee Han-kuk erlernte das Fußballspielen in den Schulmannschaften der Neunggok Elementary School, Jemulpo Middle School und der Bupyeong High School sowie in der Universitätsmannschaft der University of Suwon. Seinen ersten Vertrag unterschrieb er 2010 bei Ulsan Hyundai. Der Verein aus Ulsan spielte in der ersten Liga, der K League 1. 2013 wechselte er nach Thailand. Hier unterschrieb er einen Vertrag bei Police United. Mit dem Verein aus der Hauptstadt Bangkok spielte er in der höchsten Liga des Landes, der Thai Premier League. Für Police absolvierte er 21 Erstligaspiele. 2014 wechselte er zum Ligakonkurrenten TOT SC. Für TOT stand er sechsmal in der ersten Liga auf dem Spielfeld. 2015 kehrte er in seine Heimat zurück. Hier schloss er sich dem Drittligisten Hwaseong FC aus Hwaseong an. 2016 unterschrieb er einen Vertrag beim ebenfalls in der dritten Liga, der K3 League, spielenden Gimpo Citizen FC. 2017 ging er wieder nach Thailand. Hier verpflichtete ihn der Drittligist Phayao FC. Mit dem Verein aus Phayao trat er in der dritten Liga, der Thai League 3, in der Upper Region an. Shan United, ein Klub aus Myanmar, nahm ihn die Saison 2018 unter Vertrag. Mit Shan spielte er in der ersten Liga des Landes, der Myanmar National League. Im gleichen Jahr wurde er mit Shan Vizemeister. Wo er seit Anfang 2019 spielt, ist unbekannt.

## Erfolge
Shan United
- Myanmar National League: 2018 (Vizemeister)